# Jerome Isaac Friedman

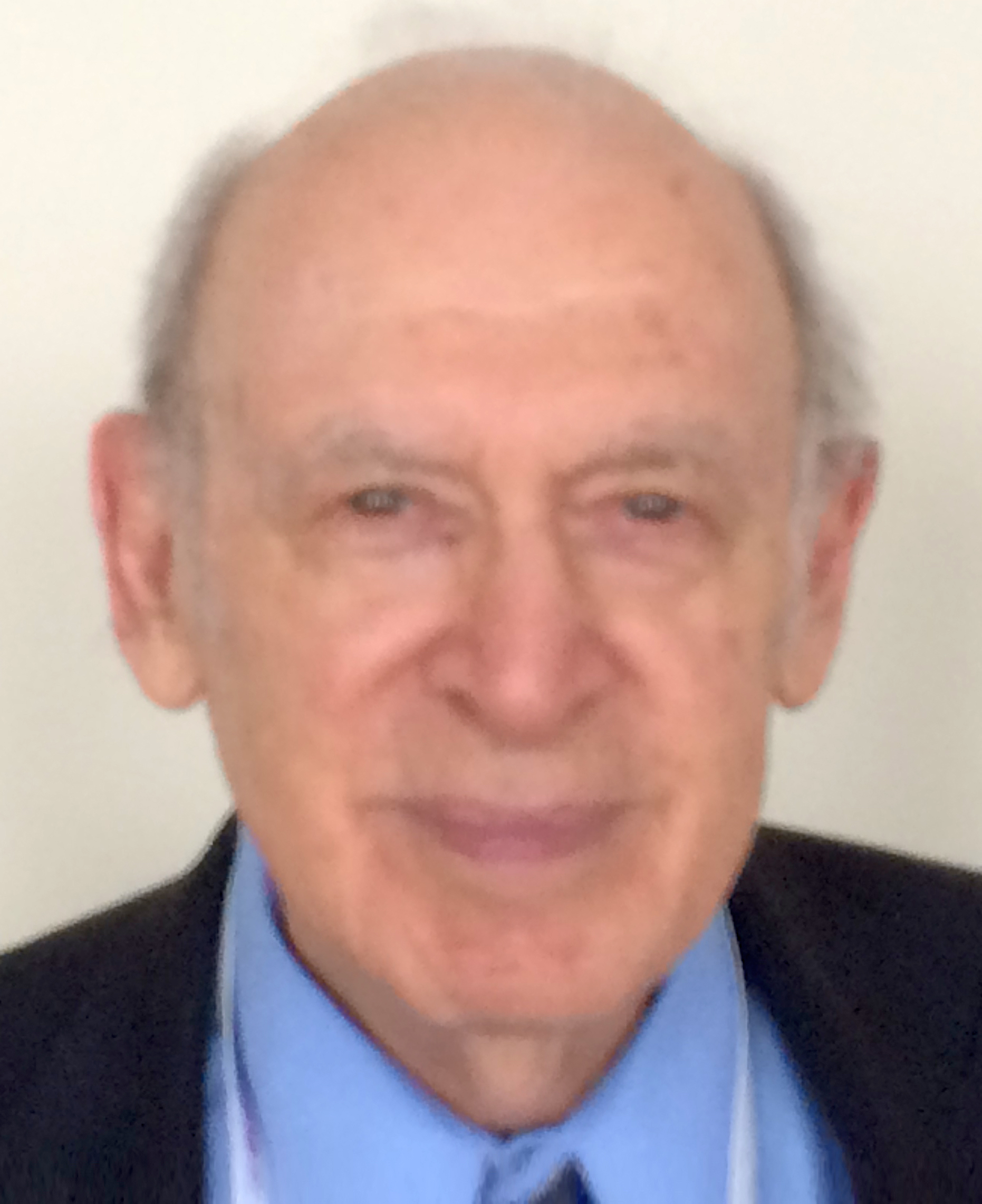
Jerome Isaac Friedman, 2016

Jerome Isaac Friedman (* 28. März 1930 in  Chicago, Illinois) ist ein US-amerikanischer Physiker. 1990 erhielt er zusammen mit Richard E. Taylor und Henry W. Kendall den Nobelpreis für Physik für Experimente der tiefinelastischen Streuung von Elektronen an Protonen und Neutronen, ausgeführt Ende der 1960er Jahre. Diese lieferten die experimentelle Bestätigung des Quarkmodells, wonach die Kernteilchen aus punktförmigen kleineren Teilchen bestehen.

## Leben
Friedman, der Sohn russischstämmiger Einwanderer, wollte zunächst Kunst studieren und hatte schon ein Stipendium, wechselte dann aber zur Physik, die er an der University of Chicago noch bei Enrico Fermi studierte (Masterabschluss 1953, Promotion 1956). 1957 schloss er sich wie Taylor und Kendall der Gruppe von Robert Hofstadter am Stanford Linear Accelerator Center (SLAC) an, wo er auch mit Wolfgang Panofsky an der Entwicklung von Elektronenbeschleunigern partizipierte und später die Nobelpreis-gekrönten Arbeiten mit seinen beiden Kollegen Kendall und Taylor ausführte. Ab 1960 war er am Massachusetts Institute of Technology tätig, wo er 1980 Direktor des Labors für Kernphysik (Nuclear Studies) und von 1983 bis 1988 Leiter der Physikfakultät war.
1980 wurde er in die American Academy of Arts and Sciences und 1992 sowohl in die National Academy of Sciences als auch in die American Association for the Advancement of Science aufgenommen. 2002 wurde er gewähltes Mitglied der American Philosophical Society. 2016 wurde ihm der große Orden der Aufgehenden Sonne am Band verliehen. Seit 2017 ist er auswärtiges Mitglied der Academia Europaea. 1989 erhielt er mit Kendall und Taylor den Panofsky-Preis.